# Una domenica sì
Una domenica sì è un film del 1985 diretto da Cesare Bastelli

## Trama
Perugia. Tre amici commilitoni, Dario, Nik e Davide, sono in libera uscita domenicale. Dario aspetta la sua amica, Elena, che deve arrivare in treno da Roma. Nik spera che venga con un'amica per lui. Ma quando la ragazza arriva con l'amica Giovanna si capisce che a questa lui non interessa e Nik si trova a fare il terzo incomodo tra Dario ed Elena. Però quando decide di andarsene anche Dario lo segue e lascia Elena da sola.
I due vanno da Davide che sta a casa di un amico ricco, Alfonso. Qui Nik si innamora improvvisamente ed esageratamente di una ragazza, Fiore, sorella di Alfonso. Riesce a strapparle un appuntamento per la sera. Intanto Dario sta cercando Elena dappertutto. All'appuntamento, dopo un concerto, Fiore dice a Nik che può dormire fuori con lui e Nik spera che Dario possa coprirne l'assenza in caserma, ma quando vede che lui ha ritrovato Elena si offre di coprirlo a sua volta e lascia Fiore ad aspettarlo inutilmente.

## Produzione
Realizzato da Cesare Bastelli, storico aiuto regista di Pupi Avati, Una domenica sì ereditò gran parte di cast e troupe delle produzioni dell'epoca di Avati, in particolare da Festa di laurea uscito nello stesso anno.
Il soggetto nacque dal produttore Luciano Martino, successivamente sviluppato da Cesare Bornazzini e Giancarlo Scarchilli; tuttavia la sceneggiatura che ne venne fuori era, a detta di Bastelli, «un po' boccaccesca» sicché venne pesantemente rielaborata da Avati, il quale nel frattempo si era riservato il ruolo di produttore esecutivo. Nei piani iniziali la regia sarebbe dovuta essere a quattro mani tra Bastelli e Bornazzini, ma quest'ultimo si tirò indietro dopo essere convenuti sull'inutilità di un simile impegno dietro la macchina da presa per un film a basso costo.
Girato nel pieno dell'ondata di freddo del gennaio 1985 e ambientato a Perugia, la pellicola è stata parzialmente filmata in esterni nella stessa città umbra e nella corregionale Todi; per gli interni vennero invece sfruttate case e ville sfitte della bassa stagione a Fregene. A riprese ultimate, in fase di montaggio intervenne ancora Avati sforbiciando alcune scene: pertanto, onde mantenere una coerenza narrativa, il modenese Bastelli dovette girare in tutta fretta alcune sequenze aggiuntive nelle vicine Ferrara e Bologna, sfruttandone la somiglianza architettonica con la medievaleggiante Perugia.
Protagonisti "occulti" del film sono i Simply Red, gruppo all'epoca agli esordi e ancora poco noto presso il grande pubblico, ma di fatto utilizzato come stratagemma per legare le vicende, dai continui riferimenti in scena e nei dialoghi fino al videoclip che accompagna i titoli di coda. Tutto nacque dalla volontà di Bastelli d'inserire nella pellicola il pezzo Jericho al tempo in rotazione: il gruppo accettò e s'impegnò inoltre a realizzare personalmente il video per i titoli finali, fatto che portò Bastelli a riscrivere lo script trasformando proprio nei Simply Red l'anonimo gruppo musicale di cui si accennava in precedenza.